# فرودگاه ستی‌گوتی‌لا
فرودگاه ستی‌گوتی‌لا (به انگلیسی: Séguéla Airport) یک فرودگاه با کد یاتا SEO است . این فرودگاه در شهر سگوئلا کشور ساحل عاج قرار دارد .